# Puszpángfélék
A puszpángfélék vagy buxusfélék (Buxaceae) a puszpángvirágúak (Buxales) rendjébe tartozó növénycsalád.

## Rendszerezés

### APG III
Az APG II-rendszerben a valódi kétszikűek egyik rendbe be nem sorolt családjának tartják, az APG III-rendszer már a Buxales rendbe sorolja. A korábban önálló Pachysandraceae családot nemzetségként a családba sorolják.

### Cronquist és Dahlgren
A Cronquist-rendszer a családot az Euphorbiales rendbe, Dahlgren a Rosiflorae felrend Buxales rendjébe helyezte.

## Jellemzők
Virágaik (melyek valójában virágzatok) jelentéktelenek, hasonlítanak a kutyatejfélék virágaira. A középen elhelyezkedő nőivarú virágot hímivarú virágok gyűrűje veszi körül, a csésze gyakran lepelszerű képletté alakul. A családba tartozó Pachysandra nemzetségbe lágyszárú évelők, a Buxus nemzetségbe cserjék, a Styloceras nemzetségbe kis fák tartoznak, mindegyik örökzöld.